# Sauteria inflata
Sauteria inflata là một loài rêu trong họ Cleveaceae. Loài này được C. Gao & G.C. Zhang mô tả khoa học đầu tiên năm 1981.